# But, What Ends When the Symbols Shatter?
But, What Ends When The Symbols Shatter? es un álbum de Death in June, publicado en 1992. La primera edición fue emitida en forma de un disco de oro en un estuche Digipak blanco con la carátula en el libreto encerrado.
"He's Disabled", "The Mourner's Bench", "Because of Him", y "Little Black Angel'' son covers o bien reinterpretaciones de las canciones del álbum evangélico de canciones del líder sectario Jim Jones, He's Able. Las canciones originales fueron "He's Able", "Something's Got a Hold of Me'', "Because of Him", y "Black Baby".

## Listado de canciones
1. "Death is the Martyr of Beauty"
2. "He's Disabled"
3. "The Mourner's Bench"
4. "Because of Him"
5. "Dædalus Rising"
6. "Little Black Angel"
7. "The Golden Wedding of Sorrow"
8. "The Giddy Edge of Light"
9. "Ku Ku Ku"
10. "This is not Paradise"
11. "Hollows of Devotion"
12. "But, What Ends When the Symbols Shatter?"

- Datos: Q5002303